# YooA
Đây là một tên người Triều Tiên, họ là Yoo.
Yoo Si-ah (Hangul: 유연주, Hanja: 劉娟柱, Hán-Việt: Du Nghiên Châu, sinh ngày 17 tháng 9 năm 1995),  (Hangul: 유시아, Hanja: 劉諟我, Hán-Việt: Du Thi Nga), được biết đến nhiều hơn với nghệ danh YooA, là 1 nữ ca sĩ người Hàn Quốc, thành viên của nhóm nhạc nữ Hàn Quốc Oh My Girl do WM Entertainment thành lập và quản lý.

## Tiểu sử
YooA sinh ngày 17 tháng 9 năm 1995 tại Incheon, Hàn Quốc. Tên lúc khai sinh của YooA là Yoo Yeon-joo (유연주) nhưng trước khi ra mắt với Oh My Girl, cô đã đổi tên thành Yoo Shi-ah.
Anh trai của cô là Yoo Jun-sun, một vũ công và biên đạo múa của 1Million Dance Studio nổi tiếng.

## Sự nghiệp

### Trước khi ra mắt
Đầu tháng 1 năm 2015, WM Entertainment thông báo rằng họ sẽ cho ra mắt nhóm nhạc nữ đầu tiên của công ty vào mùa xuân năm 2015, nhóm sẽ gồm 8 thành viên từng trải qua thời gian đào tạo khoảng từ 3 đến 4 năm.

### Thành viên Oh My Girl
Vào đầu tháng 3 năm 2015, WM Ent đã công bố một số hình ảnh và video tiết lộ các thành viên, sau đó các công ty tạo ra các trang mạng xã hội cho nhóm. Ngày 20 tháng 4, YooA chính thức ra mắt cùng nhóm trong mini album đầu tay của họ, cô đảm nhận vai trò nhảy chính và hát dẫn,gương mặt đại diện của nhóm

### Debut solo
Vào tháng 9 năm 2020, WM Ent cho YooA debut solo với mini album "Bon Voyage" với bài hát tiêu đề cùng tên. Vào ngày 15 tháng 9 năm 2020, YooA đã nhận được chiếc cúp đầu tiên trên chương trình âm nhạc The Show .  Vào ngày 25 tháng 9 năm 2020, YooA đã phát hành một bản OST cho bộ phim Over The Moon của Netflix . 
Vào tháng 10 năm 2022, WM Entertainment thông báo rằng YooA đang chuẩn bị cho album mới "Selfish" với mục tiêu trở lại vào ngày 14 tháng 11.

## Đĩa đơn
| Tên bài hát                                               | Năm  | Vị trí biểu đồ đỉnh | Vị trí biểu đồ đỉnh | Album                           |
| Tên bài hát                                               | Năm  | kor                 | kor hot             | Album                           |
| Solo                                                      | Solo | Solo                | Solo                | Solo                            |
| --------------------------------------------------------- | ---- | ------------------- | ------------------- | ------------------------------- |
| "Morning Call" ( 모닝콜 ) (Sản xuất bởi Peterpan Complex) | 2018 | —                   | —                   | Morning Call                    |
| "Bon Voyage" (숲의 아이)                                  | 2020 | 44                  | 16                  | Bon Voyage                      |
| "Lay Low"                                                 | 2022 | —                   | —                   | Selfish                         |
| "Melody"                                                  | 2022 | —                   | —                   | Selfish                         |
| "Selfish"                                                 | 2022 | 184                 | —                   | Selfish                         |
| Hợp tác                                                   |      |                     |                     |                                 |
| "Taxi" (with Sunny Girls)                                 | 2016 | —                   | —                   | Inkigayo Music Crush Part 2     |
| "This Stop Is" (with Hui and Wooseok)                     | 2018 | —                   | —                   | Gag-Singer Producer - Streaming |

## Giải thưởng và đề cử

### Chương trình âm nhạc

#### The Show
| Năm  | Ngày        | Bài hát      | Điểm |
| ---- | ----------- | ------------ | ---- |
| 2020 | 15 tháng 9  | "Bon voyage" | 6689 |
| 2022 | 22 tháng 11 | "Selfish"    | 7227 |